# Сам Мирза
Сам Мирза (азерб. Sam Mirzə; 1517, Сюрлюг, Марага, Тебризское беглербегство, Сефевидское государство — 1567, Кахкаха, Тебризское беглербегство, Сефевидское государство) — сефевидский принц, младший сын шаха Исмаила I и сводный брат Тахмасиба I, литературовед.

## Биография
Сам Мирза родился в 1517 году и провёл бо̀льшую часть детства и юности в качестве номинального губернатора Герата, сперва от имени своего отца, шаха Исмаила, и затем — от имени старшего сводного брата, шаха Тахмасиба I. В конце 1521 года, ближе к концу жизни своего отца, в четырёхлетнем возрасте Сам был назначен губернатором Хорасана. На этом посту он сменил Тахмасиба, который был назначен в ещё более раннем возрасте. Фактическим губернатором был лала Дурмуш-хан Шамлы, а впоследствии — брат Дурмуша, Хусейн-хан, чья дочь позже будет выдана замуж за Сама Мирзу. В юном возрасте Сам оказался в трудном политическом положении, под давлением с разных сторон, включая кызылбашских военачальников из племени шамлы, которые манипулировали им для укрепления собственного положения. Через некоторое время, в 1529 году, на принца начали оказывать давление узбеки из династии Абулхайридов, которые неоднократно вторгались в Сефевидский Хорасан во время его проживания в Герате. Не получая особой помощи от двора, Хусейн-хан Шамлы договорился о безопасном отходе и оставил Герат узбекам. Не желая возвращаться к сефевидскому двору, где бразды правления захватил Чуха султан Текели, они провели год, скитаясь по Систану и Белуджистану, будучи предоставленными самим себе и используя это для грабежей. Затем они повернули на запад и достигли провинции Фарс. Отсюда летом 1531 года они наконец отправились для выражения подчинения Тахмасибу, который, возвращаясь из своего второго похода в Хорасан, прибыл на юг в Исфахан. На летней стоянке в Кандамане Сам Мирза был принят своим братом и отделён от своего лалы. Хусейн-хан вместе со племенем шамлы атаковал Чуха султана, который был убит в сражении в присутствии шаха, в котором стрела едва не угодила в самого шаха. Немного спустя к ним присоединились другие племена для свержения господствующего племени текели. Хусейн-хан и Абдулла-хан Устаджлы превратились в совместных главных эмиров. 
После следующего похода шаха на восток, в 1533 году, Сам Мирза был вновь назначен губернатором Герата, с ещё одним лалой из племени шамлы, Азгивар султаном (они сменили Бахрам Мирзу и Гази-хана Текели). Тахмасиб получил весть об османском вторжении, и когда были высказаны сомнения в лояльности оставленных в Герате лиц, он заявил, что если они являются нелояльными, то в любом случае лучше не брать их с собой в такое время. Когда до Герата дошли новости о казни Хусейн-хана Шамлы Тахмасиб, начался мятеж. Вести о нём были донесены до османского султана Сулеймана предателями из текели Улемой, а затем и Гази-ханом, который переписывался с Сам Мирзой. Сулейман провозгласил в своём лагере, что Сам его сын и что ему «пожалованы» земли Ирана за рекой Кызыл Узен. Неизвестно, насколько Сам Мирза, которому тогда было восемнадцать лет, был добровольным участником или марионеткой в руках своей номинальной свиты из шамлы, но очевидно, что если и существовал реальный заговор с вовлечением Османов или кызылбашских перебежчиков на западе, то успешный уровень координации так и не был достигнут. В начале 1535 года мятежники выступили из Герата. Возможно, что их первоначальным намерением было направиться на запад и угрожать Тахмасибу, но в ходе событий они направились в противоположном направлении и осадили могольскую крепость Кандагар. После восьми месяцев осады они были разбиты в решающем сражении могольским принцем Камраном. Агзивар султан был захвачен в плен и казнён. Сам Мирза отступил на северо-запад в Табас в Хорасане, и, казнив ряд своих сторонников, выразил своё подчинение шаху. Шах отправил в Табас письмо с клятвенными заверениями. Принц был взят, помимо прочих, Шахгулу-халифой и привезён ко двору. Он был отправлен в гарем, и с ним «обращались с благоволением», но ему были приказано следовать за двором под присмотром стражи из тридцати горчу из всех кызылбашских племен (с целью минимизации любой возможности заговора). Еду и одежду ему присылали из шахского двора. Когда в 1536—1537 годах юный шах Тахмасиб сумел отбить посягательства своих внутренних и внешних врагов и упрочить своё правление, политическая деятельность Сам Мирзы была ограничена, и принц провёл остаток своей жизни под пристальным наблюдением. Начиная с 1537 года, на протяжении двенадцати лет он был вынужден проживать в имперском армейском лагере, и за этот период не запомнился ничем примечательным. В 1537 году, после того как был подавлен мятеж одного из его остальных братьев, Алкаса Мирзы, шах разрешил Саму поселиться в Ардебиле — родовом городе Сефевидов. Он был назначен местным губернатором, и, формально — смотрителем (мутавалли) семейной усыпальницы.
В течение своих первых двух лет проживания в Ардебиле Сам Мирза написал свою единственное крупное литературное произведение, антологию поэтов (тазкире) под названием «Тохфа-и Сами», («Дар Сама»), законченное около 1550 года. Он включает 30 сефевидских поэтов, которые являются тюрками, а также образцы их тюркских стихов, что является уникальной особенностью биографических словарей того периода. Позднее, в 1550-х годах, он вновь оказался в трудной политической ситуации, по причине конфликта с боковой ветвью Сефевидов, известной как Шейхавенды. Сам Мирза явно был обеспокоен своей безопасностью, и в 1562 году он обратился к Тахмасибу с просьбой разрешить переехать в город-мавзолей Мешхед и провести остаток своих дней в молитве. Вместо этого шах заключил его в крепость-тюрьму Кахкаха на северо-западе. Здесь он оставался до декабря 1567 года, когда всё более и более беспокоившийся об угрозах своему правлению шах Тахмасиб приказал казнить Сам Мирзу и четверых других заключённых принцев. Однако Тахмасиб попытался скрыть историю его казни, заявляя, что он и остальные погибли при землетрясении.